# Ambroise van Engelen
Pour les articles homonymes, voir Engelen.
Ambroise van Engelen fut le 28e abbé à la tête de l'abbaye de Parc, exerçant cette responsabilité de 1515 à sa mort, en 1543.
Cette abbaye, fondée en 1129 et toujours en activité en 2021, est affiliée à l'ordre des Prémontrés. Elle est située dans le Brabant flamand, en Belgique, près de Louvain.
L'abbé Ambroise van Engelen fut le conseiller à la cour de Charles Quint et favorablement écouté. Il fut perçu comme l'équivalent de l'abbé Thierry van Tuldel en défendant les élections abbatiales, obtenant, en 1515, du pape Léon X, que nul ne puisse désormais être nommé abbé sans le consentement de l'empereur, ce qui éloignait de fait les nominations étrangères aux communautés de base.

## Chronologie
Ambroise van Engelen naît à Louvain en 1481, d'une famille patricienne, de Ambroise, maître-ès-arts et de N. van Nobingen. Il est profès en 1504, prêtre en 1506, curé de Celles en 1514, coadjuteur du précédent abbé Arnold Wyten en 1514, puis devient le prélat de l'abbaye de Parc en septembre 1515.
Décédé le 16 mars 1543, Ambroise van Engelen est inhumé près de ses deux prédécesseurs, Thierry van Tuldel et Arnold Wyten,.

## Abbatiat

### Intendance
Du temps de l'abbé Ambroise van Engelen, 28 religieux sont acceptés à l'abbaye.

### Développements architecturaux
L'abbé Ambroise van Engelen décide d'effectuer le percement de la façade principale de l'église abbatiale pour y loger une fenêtre en style ogival avec une verrière remarquable représentant l'un des mystères de la vierge avec les effigies de l'abbé et celle de son patron saint Ambroise. Il est aussi à l'origine de la verrière à l'église de Notre-Dame à Anvers,.
Il érige à Louvain une chapelle dont la dénomination exacte est « chapelle de Notre-Dame des Fièvres », et y place une image miraculeuse attachée jusqu'alors à un arbre.
Il décide aussi de la construction de la seconde porte avec le moulin et d'autres bâtiments adjacents.

### Affaires culturelles
L'abbé Ambroise van Engelen encourage la transcription d'un grand nombre de livres de liturgie, tels que missels, antiphonaires, etc..
Sous son administration, François Van Weert, de Malines, est l'un des calligraphes en charge de réalisations qui exécute en particulier en 1527 un psautier remarquable,. Par ailleurs, en 1541 et 1542, les chanoines réalisent deux missels pour deux chapelains du monastère d'Orienten sous Rummen.
Il fait construire un nouvel orgue par le facteur Jean Van Lier de Herenthals, orgue surmonté des statues de la Vierge, de saint Jean et de saint Augustin.
Par ailleurs, l'abbé Ambroise van Engelen réalise lui-même, à l'aiguille, un grand nombre de compositions à personnages sur un ornement complet en drap d'or.

### Affaires religieuses et politiques

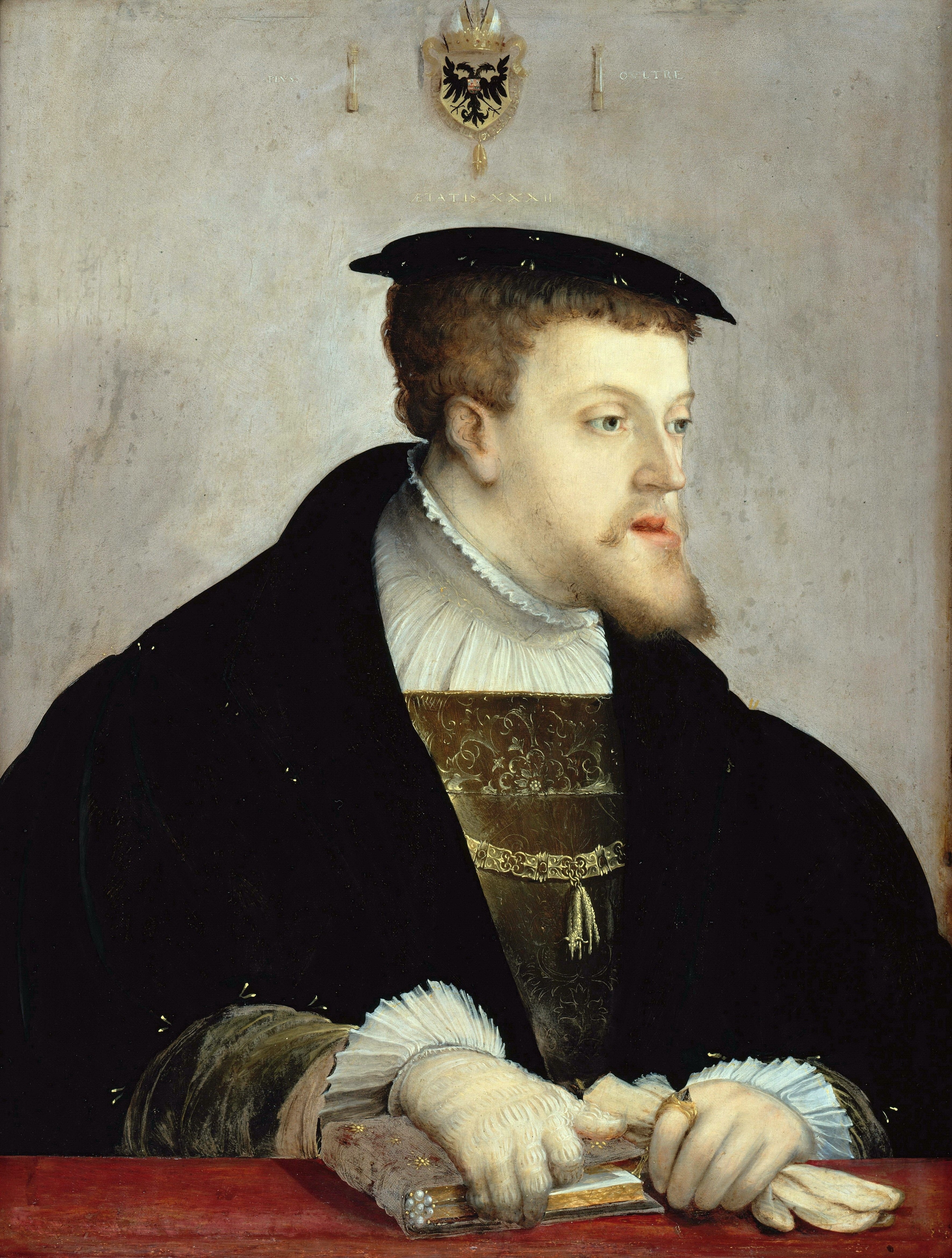
Portrait de Charles Quint (1532).

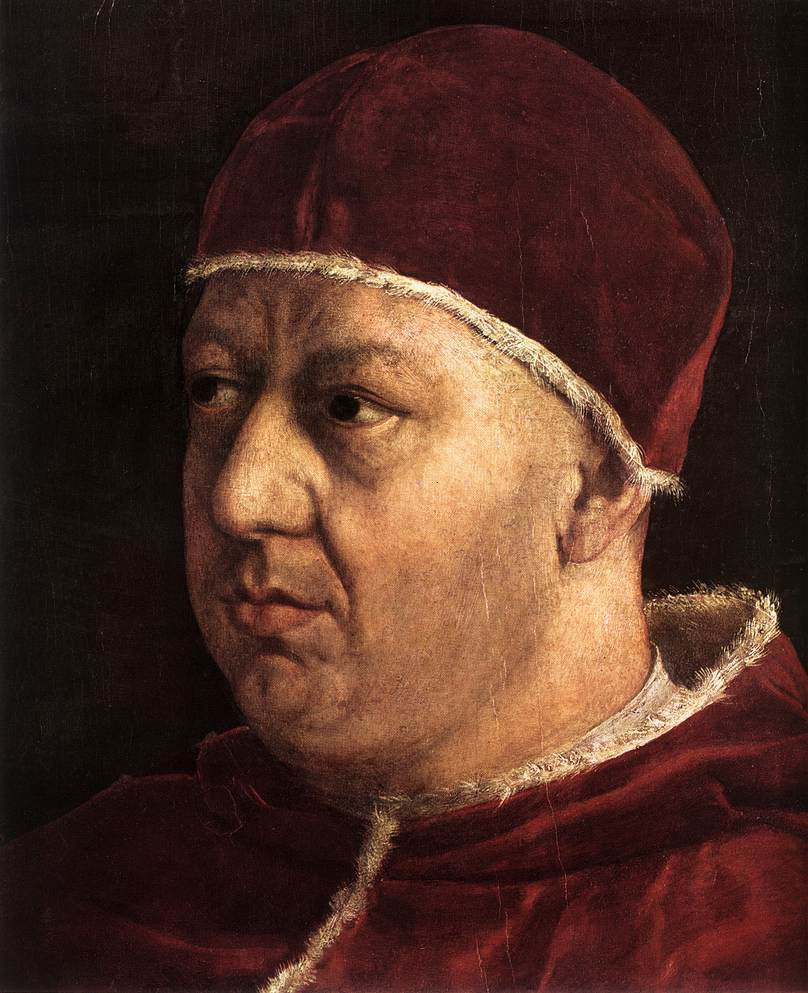
Portrait du pape Léon X.

L'abbé Ambroise van Engelen est vicaire-général des provinces du Brabant et de Westphalie. Il est aussi conseiller à la cour de Charles Quint et favorablement écouté.
D'une façon générale, l'abbé Ambroise van Engelen est perçu comme l'égal du 26e abbé Thierry van Tuldel, mais dans un cadre plus restreint. Il se bat pour défendre la liberté ecclésiastique au travers des élections abbatiales. En effet, l'empereur Charles Quint a voulu éviter que, dans ses paroisses, les grands bénéfices ecclésiastiques ne soient donnés à des étrangers ne connaissant pas le prince. Il obtient, en 1515, du pape Léon X, que nul ne puisse désormais être nommé à la dignité abbatiale sans son consentement,.
En 1537, il réforme l'abbaye de Oosterhout qui souffre des guerres des Pays-Bas.
En 1541, par l'intervention du duc d'Arschot auprès de la gouvernante des Pays-Bas, avec l'aide aussi de la gilde d'arbalétriers mise sur pied par le prédécesseur Thierry van Tuldel, il empêche Gilles van Caverson et d'autres, de détruire les maisons du hameau de Vinckenbosch qu'entoure l'abbaye. À l'époque, par vengeance, le monastère peut être incendié, on craint l'arrivée de Martin van Rossum.

## Postérité

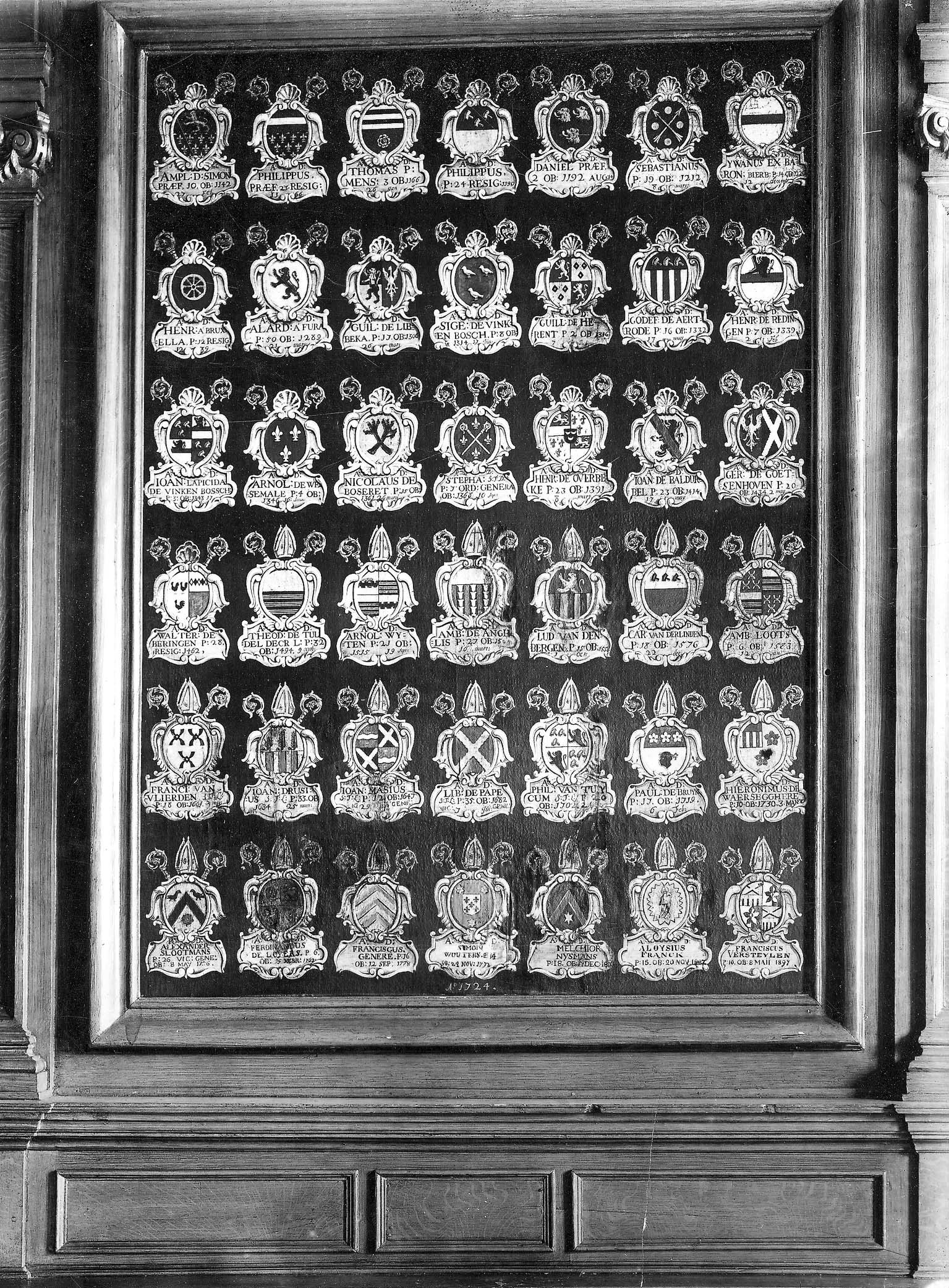
Tableau des armes des abbés de Parc (1724).

### Vitraux et verrière avec effigie
L'abbé Ambroise van Engelen est à l'origine de deux vitraux au sujet de la Vierge, l'un dans le chœur de l'église des Récollets à Louvain, l'autre au couvent de Sainte-Catherine à Bréda, et en tant que donateur, son effigie y est représentée,.
Son effigie figure aussi sur la verrière de la façade principale de l'abbatiale, verrière représentant l'un des mystères de la Vierge.

### Indication posthume
Dans son ouvrage mentionné dans la section « Bibliographie », J.E. Jansen accompagne la chronologie de l'abbé Ambroise van Engelen d'une indication en latin le concernant et qu'un outil informatique traduit par : « Homme pieux et appliqué, et surtout zélé dans la défense de la liberté comme celle de l'Église, il fait naître à Parc une superbe communauté, travailleuse et réformatrice. »

### Armes de l'abbé
L'abbé Ambroise van Engelen possède des armes qui se blasonnent : « de sinople à trois pals de vair en pal renversé, au chef d'or », et dont la devise associée est comme celle de l'abbaye de Parc : « Ne quid nimis ». Ces armes sont visibles sur le tableau des armes des abbés de Parc qui existe à l'abbaye. Empruntées à sa famille, elle figurent aussi sur un vitrail à Oosterhout.
Les armes de l'abbé Ambroise van Engelen peuvent être comparées directement à celles des autres abbés en consultant l'armorial des abbés de Parc.

## Notes

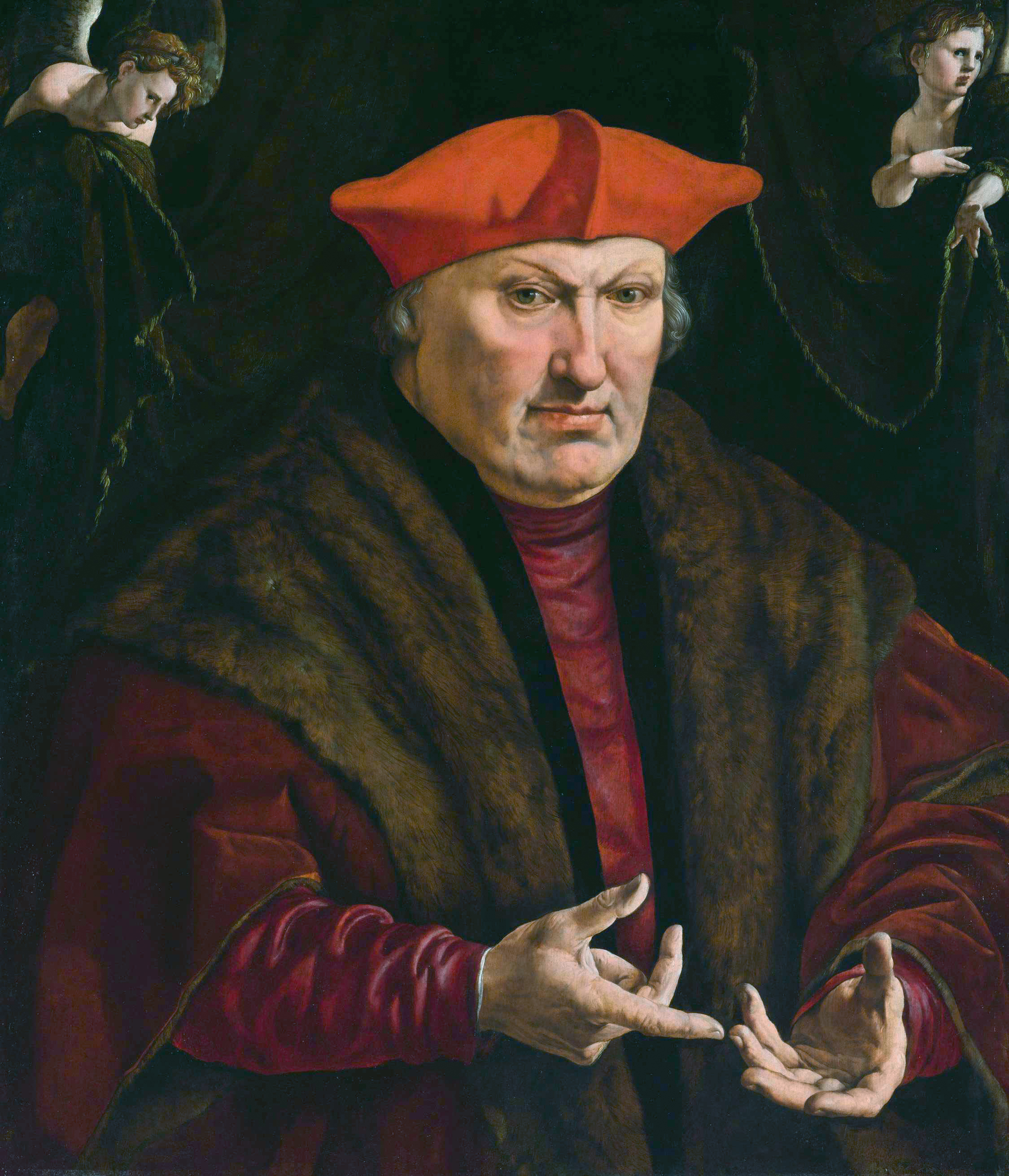
Portrait d'Érard de La Marck.